# South Tyneside
South Tyneside és un districte metropolità del comtat de Tyne and Wear, al nord-est d'Anglaterra. Limita amb quatre districtes Newcastle upon Tyne i Gateshead a l'oest, Sunderland al sud, i North Tyneside al nord.